# Bébé et la Gouvernante
Bébé et la Gouvernante è un cortometraggio muto del 1912 diretto da Louis Feuillade.

## Produzione
Il film fu prodotto dalla Société des Etablissements L. Gaumont

## Distribuzione
Distribuito dalla Société des Etablissements L. Gaumont, il film - un cortometraggio di 120 metri - uscì nelle sale cinematografiche francesi nel settembre 1912.